# Estructuralismo (matemáticas)
En filosofía de las matemáticas, el estructuralismo considera las matemáticas principalmente como una ciencia que se ocupa de las estructuras generales, es decir, las relaciones de los elementos dentro de un sistema, en lugar de  objetos independientes con propiedades intrínsecas. El estructuralismo ha influido en diversas áreas de la matemática moderna, incluyendo la teoría de categorías, la teoría de tipos homotópica y la física teórica.
Entre los representantes actuales del estructuralismo se cuentan Stewart Shapiro, Michael Resnik, Geoffrey Hellman y Paul Benacerraf.

## Introducción
Según Stewart Shapiro, «El estructuralismo matemático es similar, en algunos aspectos, al punto de vista funcionalista en, por ejemplo, la filosofía de la mente. Una definición funcional es, en efecto, estructural, ya que, también se centra en las relaciones que los elementos definidos tienen el uno al otro. La diferencia es que las estructuras matemáticas son más abstractas, y autónomas, en el sentido de que no hay restricciones sobre el tipo de cosas que pueden ejemplificar.»
Para ilustrar lo anterior, considérese un «sistema ejemplo» tal como la administración de un club deportivo. Los distintos cargos (presidente, auditor, tesorero, etc.) son independientes de las personas que asumen esas tareas. Considerando sólo el esquema de los cargos (y por tanto «omitiendo» las personas reales que trabajan en ellos), se obtiene la estructura general de una asociación. El club en sí, con las personas que han tomado posesión de los cargos, ejemplifica esta estructura.
Puesto que el estructuralismo no considera los objetos de manera separada de su totalidad o estructura, sino que más bien los considera como "espacios en una estructura", esquiva la cuestión de la existencia de los objetos matemáticos y los explica como errores categoriales. Así, por ejemplo, el número dos, en tanto número natural, ya no se puede considerar en forma separada de la estructura de los números naturales, sino como el identificador del «segundo lugar en la estructura de los números naturales»: no tiene propiedades internas ni una estructura propia. En consecuencia, existen tanto variantes del estructuralismo que asumen la existencia de los objetos matemáticos, como otras que rechazan su existencia

## Historia
El estructuralismo matemático tiene sus raíces a inicios del siglo XX, particularmente con el movimiento Bourbaki, un grupo de matemáticos franceses que desde la década de 1930 promovieron una visión formalista basada en la idea de que todo objeto matemático podía definirse como un conjunto con una cierta estructura (e.g., grupos, anillos, espacios topológicos). 
Posteriormente, el estructuralismo en la filosofía de las matemáticas se desarrolló más con las contribuciones de filósofos como Paul Benacerraf, quien argumenta contra la idea de que los números sean un objeto particular. Inicialmente, observa que las definiciones de los naturales usando ordinales de von Neumann o de Zermelo son igualmente válidas como representaciones de los naturales, aunque identifican a distintos conjuntos con los números. Así, realmente ningún objeto particular podría ser los números; cualquier conjunto infinito de objetos vale como representación de los naturales. 
El estructuralismo encontró eco en la teoría de categorías, donde los objetos se definen por sus morfismos, y en la teoría de tipos homotópica (HoTT), que interpreta los tipos como espacios topológicos con relaciones homotópicas y donde, según algunos autores, un enfoque estructuralista podría plantearse gracias a su axioma de Univalencia. Estas áreas extienden el enfoque estructural más allá de los conjuntos, alineándose con críticas de Benacerraf a las fundaciones conjuntistas (e.g., el paradigma Bourbaki o reduccionismo de Zermelo).

## Críticas
Los problemas con esta corriente surgen principalmente de la cuestión de las propiedades y el ser de las estructuras. Al igual que en el problema de los universales es aparente que las «estructuras» son algo que puede aplicarse a muchos sistemas simultáneamente. Por ejemplo, la estructura de un equipo de fútbol es ciertamente ejemplificado por miles de equipos. Esto plantea la cuestión de si y cómo las estructuras existen, si acaso existen independientes de los sistemas. Otras cuestiones pendientes están relacionadas con el acceso a las estructuras y la de ¿cómo podemos aprender acerca de ellas?